# Христофор Серафимов
Христофор Стоянов Серафимов е български офицер, генерал-майор.

## Биография
Христофор Серафимов е роден на 15 март 1893 година в македонския град Свети Никола. През 1915 година завършва Военното на Негово Величество училище в София, на 25 август 1915 г. е произведен в чин подпоручик и назначен на служба в 3-ти пехотен македонски полк. На 30 май 1917 г. е произведен в чин поручик, а след войната на 1 май 1920 г. е произведен в чин капитан. По-късно служи в 37-и пехотен пирински полк и 22-ри пограничен участък. През 1927 г. постъпва на служба в 10-и пограничен участък, след което от 1929 г. е помощник-началник на 2-ро софийско военно окръжие, от следващата година е началник на секция в щаба на армията като на 15 май 1930 г. е произведен в чин майор, а от 1931 г. е началник на 17-и пограничен участък.
През 1933 г. майор Серафимов поема командването на дружина от 1-ви пехотен софийски полк, през следващата година е назначен за началник на секция в Пограничната инспекция, като на 26 август 1934 г. е произведен в чин подполковник, а през 1935 г. е назначен за помощник-командир на 1-ви пехотен софийски полк, към края на година е назначен за началник на отделение в Главното интендантство, а към края на 1936 година е зачислен към Военната академия Между 1936 и 1938 година е командир на 41-ви пехотен полк. В началото на 1938 г. е назначен за началник-щаб на 5-а пехотна дунавска дивизия, на 3 октомври 1938 г. е произведен в чин полковник, а през 1941 г. поема командването на дивизията. На 6 май 1943 г. е произведен в чин генерал-майор. Уволнен е от служба на 13 септември 1944 г. официално „по навършване на 25-годишна служба“, но реално с тази заповед, както и със заповедта от 14 септември е направена първата чистка на т.нар. „реакционни елементи от армията“. След идването на комунистите на власт се укрива в София и Кюстендил. Прекарва известно време като послушник и магер в манастира „Седемте престола“. Изчезва през 1950 година. Има вероятност да е екзекутиран на 25 юни 1951 година в Софийския централен затвор.
Генерал-майор Христофор Серафимов е женен и има 1 дете.

## Военни звания
- Подпоручик (25 август 1915)
- Поручик (30 май 1917)
- Капитан (1 май 1920)
- Майор (15 май 1930)
- Подполковник (26 август 1934)
- Полковник (3 октомври 1938)
- Генерал-майор (6 май 1943)